# Teuthrania
Teuthrania (altgriechisch Τευθρανία) war eine Landschaft und Name ihres Hauptortes im westlichen Teil des antiken Mysien. Beider Eponym war König Teuthras, der diese Gegend rund um den Fluss Kaïkos besiedelte. Teuthras adoptierte Telephos, einen Sohn des Herakles, und machte ihn zu seinem Nachfolger.
Die Stadt Teuthrania lag zwischen Elaia, Pitane und Atarneus. Die nahe beieinanderliegenden Städte Halisarna, Pergamon und Teuthrania hatte der persische König Dareios I. dem spartanischen König Damaratos um das Jahr 486 v. Chr. überlassen, als Dank für seine Hilfe bei der Expedition gegen Griechenland. Die Nachkommen von Damaratos beherrschten diese Städte zu Beginn des 4. Jahrhunderts v. Chr. weiterhin. Während des Rückzugs der Zehntausend von Pergamon wurde die Griechen im Jahr 399 v. Chr. unter anderem von Truppen aus Halisarna und Teuthrania unter dem Kommando von Prokles, dem Sohn des Damaratos, unterstützt, die das persische Verfolgungsheer angriffen. In den Hellenika berichtet Xenophon, dass Teuthrania zusammen mit Pergamon, Halisarna, Gambrion, Palaigambrion, Myrina und Gryneion Truppen für die Armee des spartanischen Feldherrn Thibron zur Verfügung stellte. Thribon war zur Befreiung der griechischen Städte von persischer Vorherrschaft nach Kleinasien gesandt worden.
Der Ort, die mythische Vorgängerburg Pergamons, wird seit den Untersuchungen von Alexander Conze im Jahr 1886 meist auf dem Kalerga Tepe in der Provinz Izmir lokalisiert. Der Kalerga Tepe erhebt sich weithin sichtbar über die Kaïkos-Ebene mit einem Doppelgipfel von 119,70 und 97,90 Metern Höhe. Am Kalerga Tepe durchgeführte Ausgrabungen brachten nur Reste von Polygonal- und isodomen Mauerwerk zutage. Keramikfunde aus archaischer Zeit fehlen weitgehend, so dass sicher von einer Besiedlung des Kalerga Tepe erst ab dem 5. Jahrhundert v. Chr. auszugehen ist. Allerdings zeugen Funde bronzezeitlicher Keramik von einer früheren Nutzung des Areals, die Grundlage für die Mythenbildung um die Anfänge Teuthranias gewesen sein könnte.